# プラネットコア・プロダクション
プラネットコア・プロダクション(Planet Core Productions, 通称「PCP」) は、1989年に作られたドイツのレコードレーベル。1997年のリリースを最後に倒産し、既にレコードレーベルとしては消滅。

## 概要
PCPは、1989年4月に、ドイツ・フランクフルトで音楽活動をしていたマーク・トローネ(通称：Marc Acardipane)と、Thorsten Lambart(通称：Don Demon)の二人によって作られた。
当時、彼らはリリース予定の曲を幾つかのレーベルに持ち込んだが、どこからも拒否された。このため、自前でレコードレーベルを立ち上げるに至った。販路の調整や確保がうまく行かず、レーベルの立ち上げから最初のレコードリリースまでに2年近くを要した。
ハードコアテクノを中心に、全体で250枚以上の作品をリリースし、ハードコアテクノ（特にドイツ）のシーンへ多大な影響を与えたが、1996年の末にレーベルの倒産が告知され、翌1997年に終わりを告げた。PCPの創立者であるマーク・トローネは、Acardipane Records、続いてResident E Recordingsを立ち上げ、PCPを拠点としていたアーティストはそちらでリリースを行うようになった。数多く存在したサブレーベルも次第に活動が休止し、現在も活動を継続しているサブレーベルは、Kotzaak Unltd.のみとなっている。

## サブレーベル
- 100% Acidiferous - 1993年2月設立
- Adrenacrome - 1997年10月設立
- Cold Rush Records - 1993年設立
- Countdown FFM - 1992年設立
- Dance Ecstasy 2001 - 1990年設立
- Dope On Plastic
- Elastic
- F%@#ing Loud! - 1991年設立
- F.O.G. Records
- Future World
- Gold Digger Records
- Interzone
- Kotzaak Unltd. - 1994年設立
- Leathernecks - 1997年設立
- Narcotic Network Recordings
- No Mercy Records - 1991年設立
- Power Plant
- Pretty Asshole
- Super Special Corp. - 1992年設立
- Techno Tribe
- Test
- Thai Records
- Tranceform
- White Breaks Frankfurt